# IRB Pacific Nations Cup 2008
L'edizione del 2008 fu la terza edizione IRB Pacific Nations Cup e vide la partecipazione delle stesse nazioni del 2007, con la novità dei New Zealand Maori chiamati a rappresentare la Nuova Zelanda al posto degli Junior All Blacks.
Il cambio non ha spostato la bilancia dei risultati, in quanto i Maori hanno vinto il torneo grazie alla vittoria finale contro l'Australia "A" nella equilibratissima partita finale, anche se con risultati meno clamorosi del 2007.

## Risultati
| Data           | Incontro                         | Risultato | Sede       |
| -------------- | -------------------------------- | --------- | ---------- |
| 7 giugno 2008  | Figi ― Samoa                     | 34–17     | Lautoka    |
| 7 giugno 2008  | New Zealand Māori ― Tonga        | 20–9      | Auckland   |
| 8 giugno 2008  | Giappone ― Australia “A”         | 21–42     | Fukuoka    |
| 14 giugno 2008 | Figi ―New Zealand Māori          | 7–11      | Lautoka    |
| 14 giugno 2008 | Samoa ― Australia “A”            | 15–20     | Apia       |
| 15 giugno 2008 | Giappone ― Tonga                 | 35–13     | Miyagi     |
| 21 giugno 2008 | New Zealand Māori ― Samoa        | 17–6      | Waikato    |
| 22 giugno 2008 | Australia “A” ― Tonga            | 90–7      | Sydney     |
| 22 giugno 2008 | Giappone ― Figi                  | 12–24     | Tokyo      |
| 28 giugno 2008 | Tonga ― Samoa                    | 15–20     | Nukuʻalofa |
| 28 giugno 2008 | New Zealand Māori ― Giappone     | 65–22     | Napier     |
| 29 giugno 2008 | Australia “A” ― Figi             | 50–13     | Brisbane   |
| 5 luglio 2008  | Tonga ― Figi                     | 27–16     | Nukuʻalofa |
| 5 luglio 2008  | Samoa ― Giappone                 | 37–31     | Apia       |
| 5 luglio 2008  | Australia “A” ―New Zealand Māori | 18–21     | Sydney     |

## Classifica
|  | Classifica        | G | V | N | P | PF  | PS  | diff. | BM | BS | PT |
|  | ----------------- | - | - | - | - | --- | --- | ----- | -- | -- | -- |
|  | New Zealand Māori | 5 | 5 | 0 | 0 | 134 | 62  | +72   | 1  | 0  | 21 |
|  | Australia “A”     | 5 | 4 | 0 | 1 | 220 | 77  | +143  | 3  | 1  | 20 |
|  | Samoa             | 5 | 2 | 0 | 3 | 95  | 117 | -22   | 1  | 1  | 10 |
|  | Figi              | 5 | 2 | 0 | 3 | 94  | 117 | -23   | 1  | 1  | 10 |
|  | Giappone          | 5 | 1 | 0 | 4 | 121 | 181 | -60   | 2  | 1  | 7  |
|  | Tonga             | 5 | 1 | 0 | 4 | 71  | 181 | -110  | 1  | 1  | 6  |